# لطیف است شب
لطیف است شب (به انگلیسی: Tender Is the Night) چهارمین و آخرین رمان کامل شدهٔ اف. اسکات فیتزجرالد نویسندهٔ آمریکایی است که بین آوریل و ژانویه سال ۱۹۳۴ در چهار قسمت توسط انتشارات چارلز اسکریبنرز سانز به‌چاپ رسید.
«اسکات فیتز جرالد» در این اثر از نویسنده‌های کلاسیک زمانش چندگامی پیشتر رفته و شخصیت‌های زن همسرش را با بیرون کشیدن از دنیای صرف همسر و مادر بودن، توانمند به جامعه می‌آورد. وی همچنین جنگ، حس جنگجویی، زندگی اشراف و هنرپیشه‌های هالیوود را با دقت نقد کرده و آشفتگی درونی زندگی ثروتمندهای آمریکایی را پس از جنگ جهانی اول به منظور سودجویی و تفریح با راندن به اروپای ویرانه آشکار می‌سازد.

## داستان
دیک دایور، روانپزشک موفقی است که تعطیلاتش را با همسرش نیکول در ساحل ریوریای فرانسه می‌گذراند و به‌خاطر داشتن شخصیتی گیرا، استوار و فرهیخته دوستان زیادی را به سوی خود جذب می‌کند. اما دیری نمی‌پاید که بودن با نیکول روان‌پریش و نیز ورود هنرپیشه جوانی به نام رزماری به دنیای او، مسیر زندگی‌اش برای همیشه عوض می‌شود...

## عنوان رمان
عنوان رمان لطیف است شب برگرفته از شعر قصیده‌ای برای یک بلبل اثر جان کیتس است.
بر بال‌های نامرئی شعر/ ذهن کندم چه گیج است و عقب/ در کنار تو چه لطیف است شب/ ماه ملکه کامیاب نشسته بر تخت/ و پریان ستاره گرد او پر طرب/ ولی اینجا تاریک است شب

## ترجمه‌ها در ایران
این رمان توسط اکرم پدرام نیا به فارسی ترجمه و توسط انتشارات قطره و میلکان چاپ شده است.

## اقتباس
در سال ۱۹۶۲ فیلمی با همین نام به کارگردانی هنری کینگ و با بازی جیسون روباردز و جنیفر جونز توسط کمپانی فاکس قرن بیستم ساخته شد که صدای فیلم در سال ۱۹۶۲ نامزد جایزه اسکار بهترین ترانه شد.
مینی سریالی با همین نام و با بازی مری استینبورگن و پیتر اشتراوس توسط بی‌بی‌سی ساخته شد که در سال ۱۹۸۵ در انگلستان از طریق شبکهٔ بی‌بی‌سی، در ایالت متحده آمریکا توسط شبکهٔ شوتایم و در کانادا توسط شبکهٔ سی بی سی پخش شد. آهنگ‌سازی این سریال را ریچارد رادنی بنت بر عهده داشت.

## افتخارات
در سال ۱۹۸۸ بهترین رمان‌های انگلیسی زبان در قرن بیستم توسط کتابخانه مدرن انتخاب شدند که رمان لطیف است شب در رتبه ۲۸ بهترین رمان‌های انگلیسی زبان قرن بیستم قرار گرفت. همچنین این کتاب یکی از کتاب‌هایی است که به عنوان ۱۰۰۱ کتابی که باید پیش از مرگ بخوانید انتخاب شده‌اند.
ارنست همینگوی بارها لطیف است شب را بهترین اثر دوست صمیمی‌اش اسکات خوانده است.